# Kabinett Bjarni Benediktsson (1963)

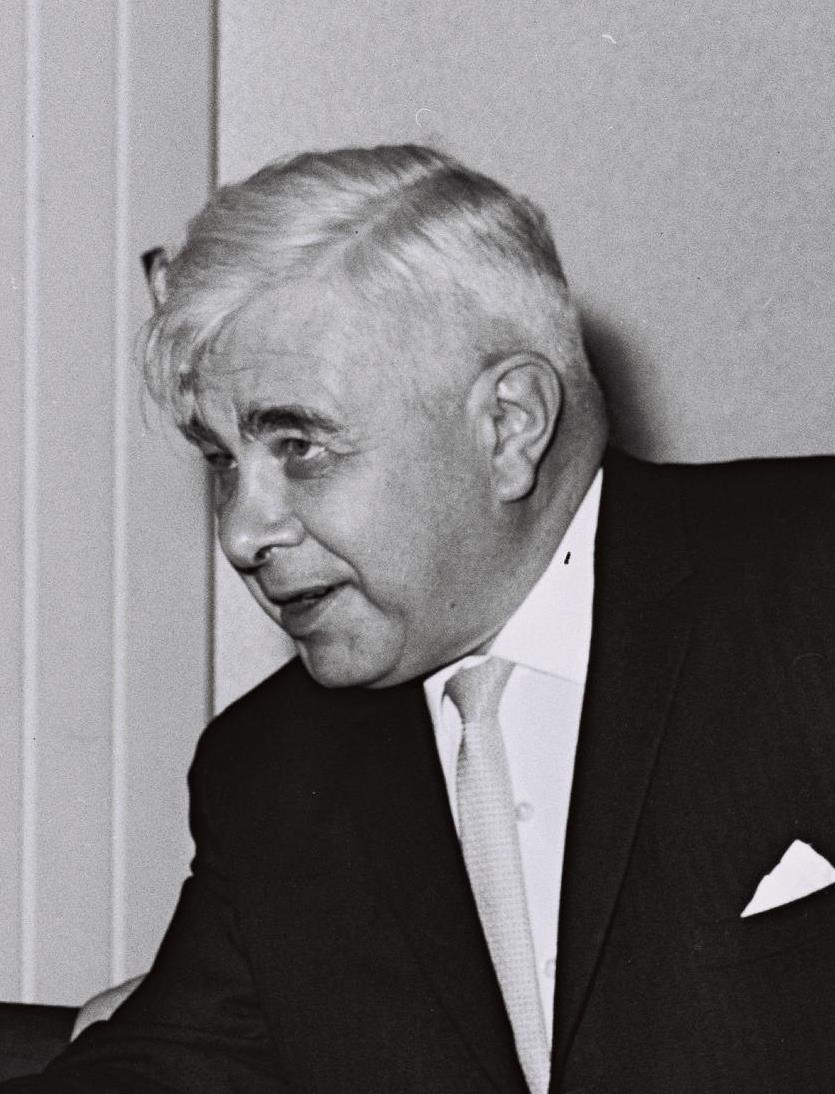
Bjarni Benediktsson war von 1963 bis 1970 Premierminister von Island

Das Kabinett Bjarni Benediktsson (1963) war eine Regierung der am 17. Juni 1944 ausgerufenen Demokratischen Republik Island (isländisch Lýðveldið Ísland). Es wurde am 14. November 1963 gebildet und löste das Kabinett Ólafur Thors V ab. Es blieb bis zum Tode von Bjarni Benediktsson am 10. Juli 1970 im Amt, woraufhin es vom Kabinett Jóhann Hafstein abgelöst wurde.
Dem Kabinett gehörten Mitglieder der Unabhängigkeitspartei (Sjálfstæðisflokkurinn) sowie der Sozialdemokratischen Partei Islands (Alþýðuflokkurinn) an.

## Regierungsmitglieder
| Amt                                                        | Amtsinhaber                           | Beginn der Amtszeit               | Ende der Amtszeit             |
| ---------------------------------------------------------- | ------------------------------------- | --------------------------------- | ----------------------------- |
| Premierminister                                            | Bjarni Benediktsson                   | 14. November 1963                 | 10. Juli 1970 (†)             |
| Außenminister                                              | Guðmundur Í. Guðmundsson Emil Jónsson | 14. November 1963 31. August 1965 | 31. August 1965 10. Juli 1970 |
| Fischereiminister                                          | Emil Jónsson Eggert G. Þorsteinsson   | 14. November 1963                 | 31. August 1965 10. Juli 1970 |
| Sozialminister                                             | Emil Jónsson Eggert G. Þorsteinsson   | 14. November 1963                 | 31. August 1965 10. Juli 1970 |
| Finanzminister                                             | Gunnar Thoroddsen Magnús Jónsson      | 14. November 1963 8. Mai 1965     | 8. Mai 1965 10. Juli 1970     |
| Bildungsminister                                           | Gylfi Þ. Gíslason                     | 14. November 1963                 | 10. Juli 1970                 |
| Handelsminister                                            | Gylfi Þ. Gíslason                     | 14. November 1963                 | 10. Juli 1970                 |
| Landwirtschaftsminister                                    | Ingólfur Jónsson                      | 14. November 1963                 | 10. Juli 1970                 |
| Verkehrsminister                                           | Ingólfur Jónsson                      | 14. November 1963                 | 10. Juli 1970                 |
| Justizminister und Minister für kirchliche Angelegenheiten | Jóhann Hafstein                       | 14. November 1963                 | 10. Juli 1970                 |